# Karabin maszynowy Châtellerault Mle 24
Châtellerault Mle 24 – francuski ręczny karabin maszynowy.

## Historia
Po zakończeniu I wojny światowej podstawowym wzorem lekkiej broni maszynowej armii francuskiej był rkm Chauchat, uzupełniony niewielką liczbą lkm-ów Hotchkiss Mle 1909.
W 1921 roku generał Reibel skonstruował prototyp nowego rkm-u. W następnych latach prototyp tej broni wziął udział w badaniach porównawczych z rkm-ami MAS 1922, Hotchkiss Mle 1922, Lewis i Browning M1918. Po testach karabin maszynowy Reibela został przyjęty do uzbrojenia jako Fusil-Mitrailleur Mle 1924. Wkrótce po rozpoczęciu produkcji nowej broni, nastąpiło kilka groźnych wypadków zakończonych zniszczeniem rkm-u. Okazało się, że do komory nabojowej można wprowadzić zamiast francuskiego naboju 7,5 × 58 mm Mle1924C, niemiecki 7,92 mm Mauser. Po zbiciu spłonki pocisk niemieckiego naboju zagważdżał lufę, a ciśnienie gazów prochowych niszczyło broń. Aby zapobiec podobnym wypadkom skrócono łuskę francuskiego naboju. W 1929 roku do uzbrojenia przyjęto nowy nabój 7,5 × 54 mm Mle1929C i przystosowaną do zasilania nim wersję rkm-u Reibela – Fusil-Mitrailleur Mle 1924/29.
W następnych latach FM 24/29 zastąpił starsze typy karabinów maszynowych. Stał się także podstawą do skonstruowania czołgowego karabinu maszynowego Châtellerault Mle 31. W czasie II wojny światowej FM 24/29 był podstawowym rkm-em armii francuskiej. Znalazł się także na uzbrojeniu jednostek Wojska Polskiego sformowanych we Francji.
Po zakończeniu II wojny światowej produkcję FM 24/29 wznowiono. Ostatecznie został wycofany z uzbrojenia armii francuskiej w latach 70. wraz z innymi typami broni kalibru 7,5 mm.

## Opis konstrukcji
Châtellerault Mle 24/29 był bronią samoczynno-samopowtarzalną. Zasada działania oparta na odprowadzaniu części gazów prochowych przez boczny otwór lufy. Zamek ryglowany przez przekoszenie. Mechanizm spustowy z dwoma językami spustowymi (do ognia pojedynczego i seriami).
MAC 24/29 był bronią zasilaną z pudełkowych magazynków o pojemności 25 naboi. Gniazdo magazynka znajdowało się na wierzchu komory zamkowej.
Lufa zakończona stożkowym tłumikiem płomienia. Pod lufą mocowany był dwójnóg.
FM 24/29 był wyposażony w chwyt pistoletowy, łoże i kolbę.